# 穆斯角
66°48′S 141°28′E / 66.800°S 141.467°E
穆斯角（Cape Mousse），是南極洲的海岬，位於阿黛利地，處於德庫維特角西南面4.6公里，由法國探險隊命名和繪入地圖，現時由南極條約體系管理。